# Bílé stráně (národní přírodní památka)
Bílé stráně jsou národní přírodní památkou CHKO České středohoří a částí Verneřického středohoří. Leží v nadmořské výšce 277 až 330 metrů na protáhlém opukovém hřbetu nad levým břehem Pokratického potoka severně od Pokratic, místní části města Litoměřice. Chráněné území má celkovou rozlohu 0,9924 ha.

## Předmět ochrany
Celá stráň je velmi teplá. Nalézá se zde pestrá směsice xerotermních bylinných společenstev s výskytem mnoha vzácných a ohrožených druhů teplomilných a suchomilných rostlin a živočichů. Od roku 1968 opakovaně probíhaly snahy o rozšíření plochy chráněného území, případně o jeho přeřazení do kategorie národní přírodní rezervace, avšak bezúspěšně. Nadále je zvažováno rozšíření chráněného území až na celkovou rozlohu 12,6 ha. Nejcennější plochy byly zahrnuty do Evropsky významné lokality Bílé stráně a jsou začleněny v první ochranné zóně CHKO České středohoří. Péčí o národní přírodní památku je pověřeno regionální pracoviště Ústecko .

## Historie
Až do 50. let 20. století se na velké části rovinatých ploch Bílých strání zemědělsky hospodařilo. Byly zde ovocné sady, v nichž se pěstovaly jabloně, hrušně a švestky, na travnatých plochách byl pasen dobytek, ovce a kozy.
Státní přírodní rezervace Bílé stráně byla vyhlášena Ministerstvem kultury ČSR v březnu roku 1954, avšak toto území bylo ze strany ochránců přírody sledováno již od 19. století. V roce 1927 litoměřický spolek Verpflanzung und Verschoenerungsverein fuer Stadt Leitmeritz vykoupil nejcennější plochy sadů s koncentrovaným výskytem vstavačovitých rostlin. Jedná se tak o jednu z nejstarších chráněných lokalit v severních Čechách.

## Geologie
Název území je odvozen od barvy místní půdy, která je obohacena erodovaným geologickým podkladem, který je tvořen druhohorními slínitými vápenci – tzv. zvonivou opukou. Svah údolí je přirozeně denudovaný a erodovaný, několikrát zde došlo k menším sesuvům půdy a opakované sukcesi svahu.

## Flóra
V roce 1989 proběhl základní inventarizační průzkum lokality, při němž zde bylo zjištěno celkem 475 druhů vyšších rostlin, nově zde byly objeveny kruštík růžkatý (Epipactis muelleri) a pryšec prutnatý (Euphorbia virgata). Mezi další chráněné a ohrožené rostliny v oblasti patří např. třemdava bílá (Dictamnus albus), plamének přímý (Clematis recta), sasanka lesní (Anemone sylvestris), koulenka prodloužená (Globularia bisnagarica), medovník velkokvětý (Melittis melissophyllum), hořec křížatý (Gentiana cruciata), len žlutý (Linum flavum), len tenkolistý (Linum tenuifolium), střevíčník pantoflíček (Cypripedium calceolus), vemeník dvoulistý (Platanthera bifolia), vstavač nachový (Orchis purpurea), pětiprstka žežulník (Gymnadenia conopsea), bradáček vejčitý (Listera ovata), bělozářka větevnatá (Anthericum ramosum) a černohlávek velkokvětý (Prunella grandiflora).
Z lesnického a dendrologického hlediska je lokalita podružná a nevýznamná. Vyskytuje se zde křovinné společenstvo s lískami, svídou, jeřábem mukem, zimolezem, řídkým porostem borovice černé (Pinus nigra). Od potoka zde dochází k sekundární sukcesi území, jedná se zejména o jeho spodní část, která zarůstá jasanem.

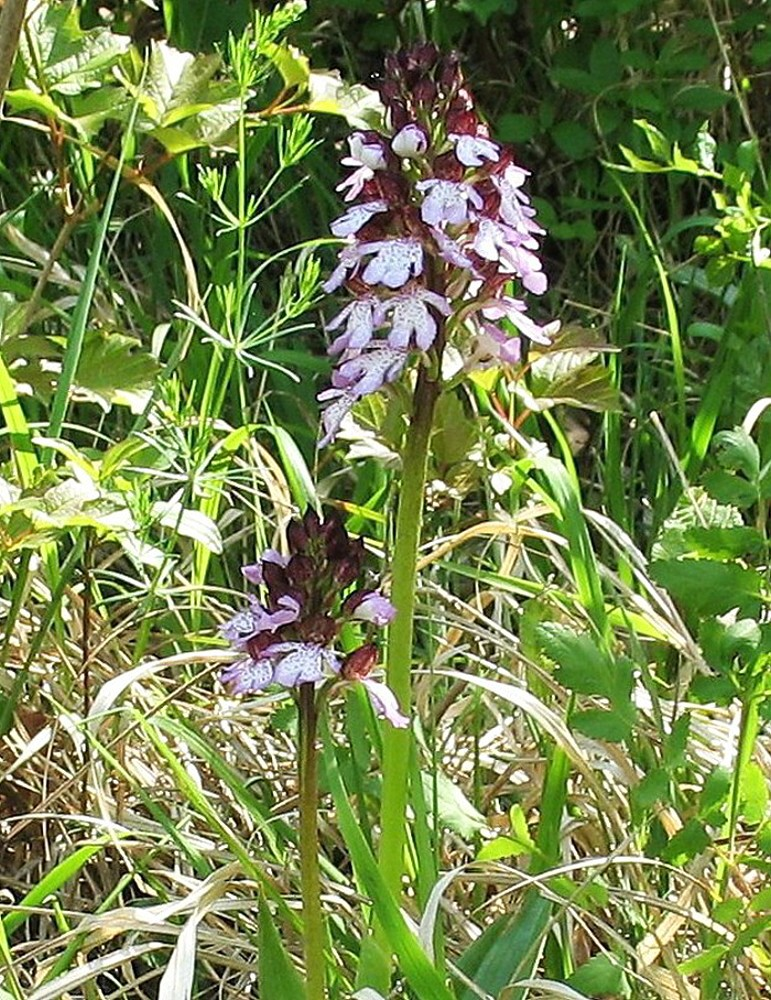
Vstavač nachový ve vrcholové partii stráně
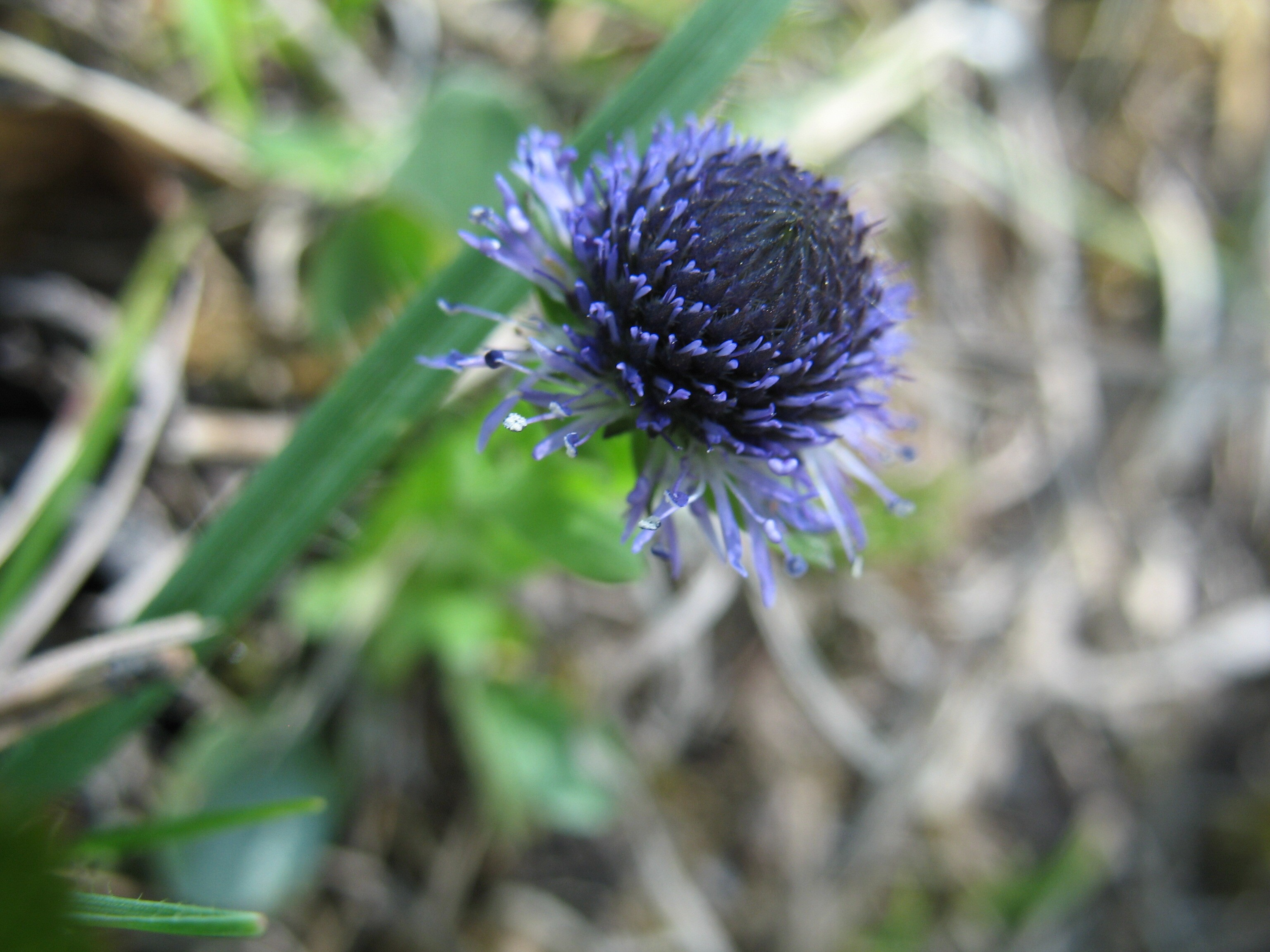
Koulenka prodloužená (detail květu)
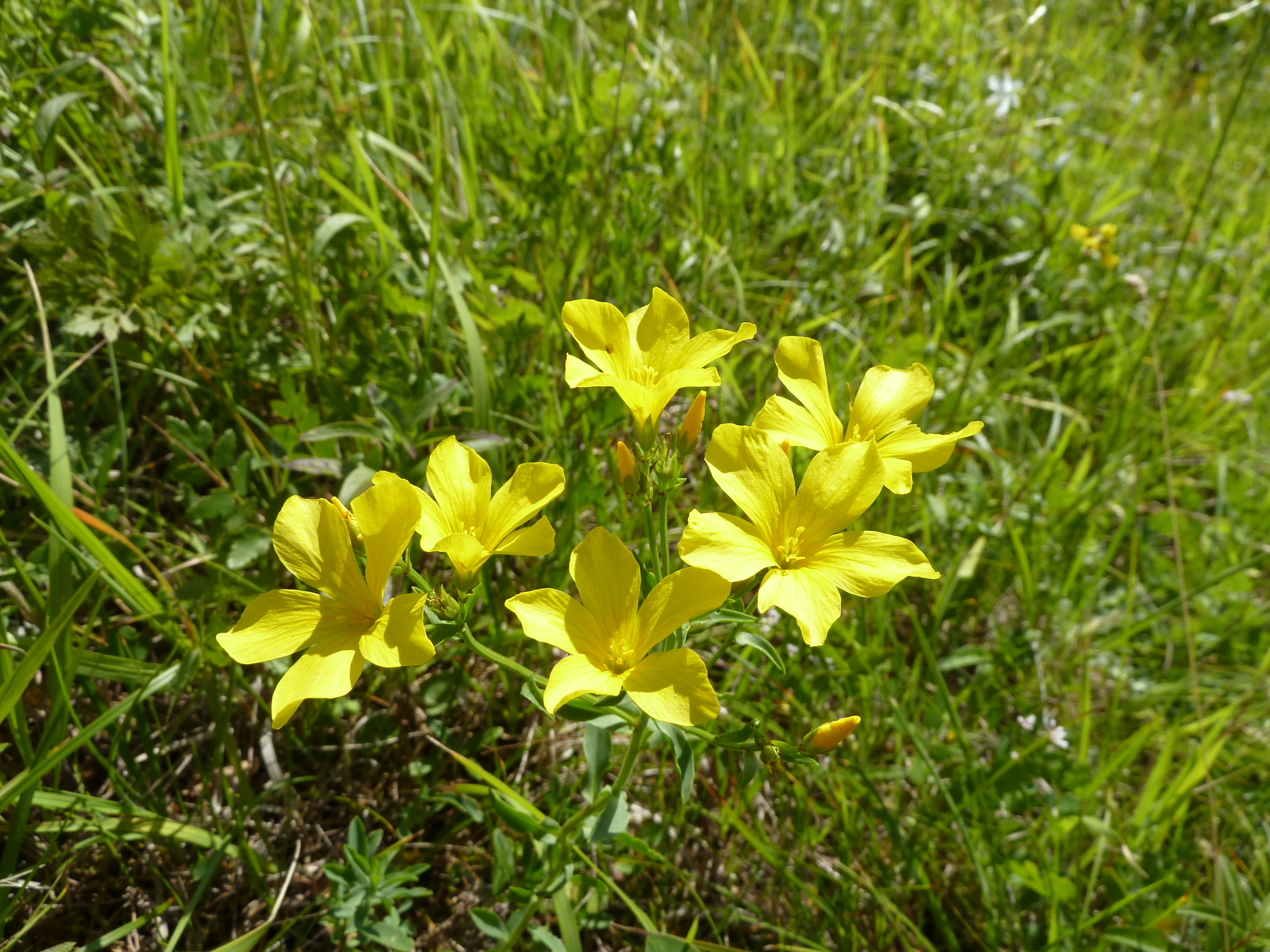
Len žlutý (Linum flavum)
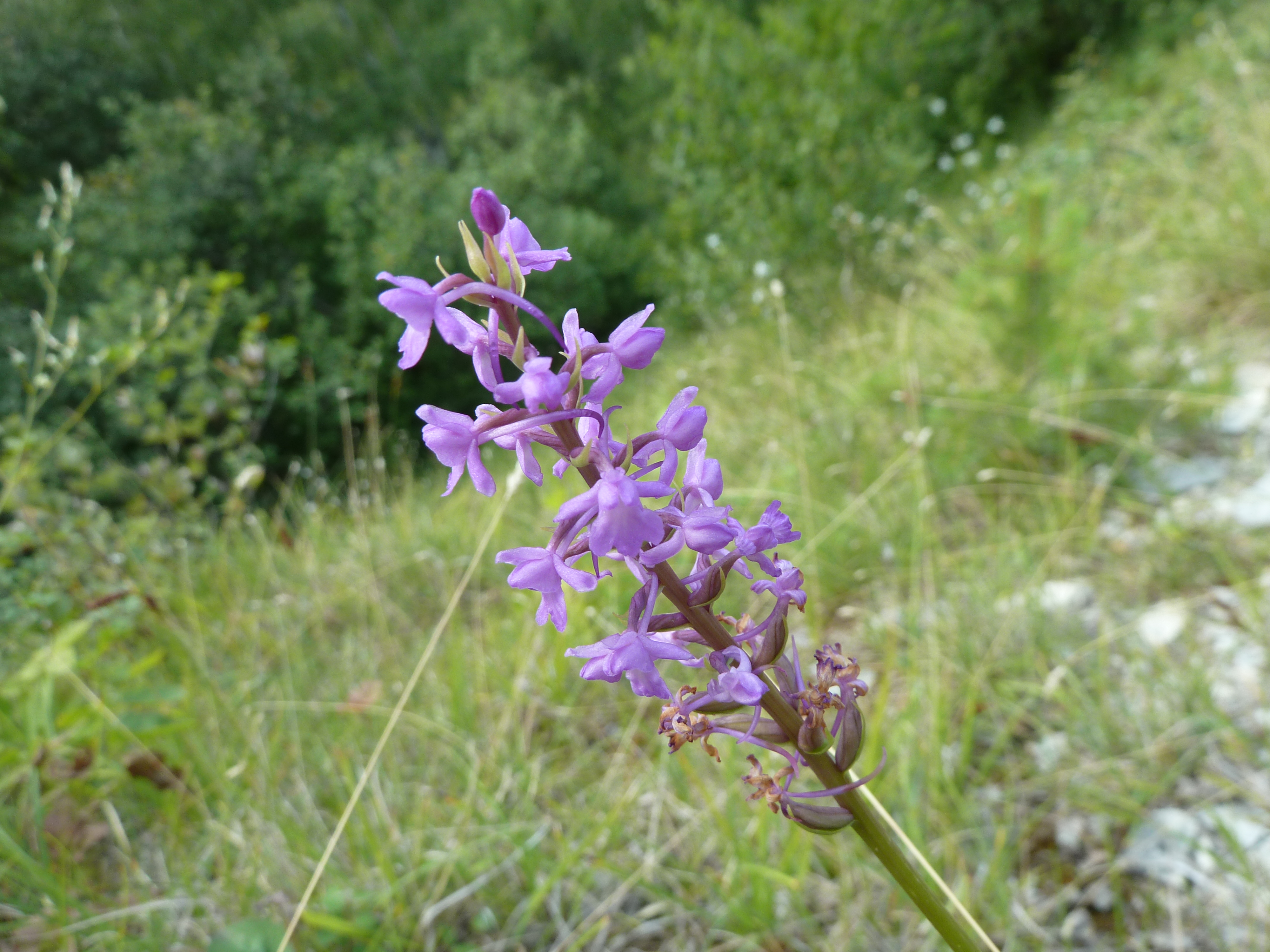
Pětiprstka žežulník (Gymnadenia conopsea)
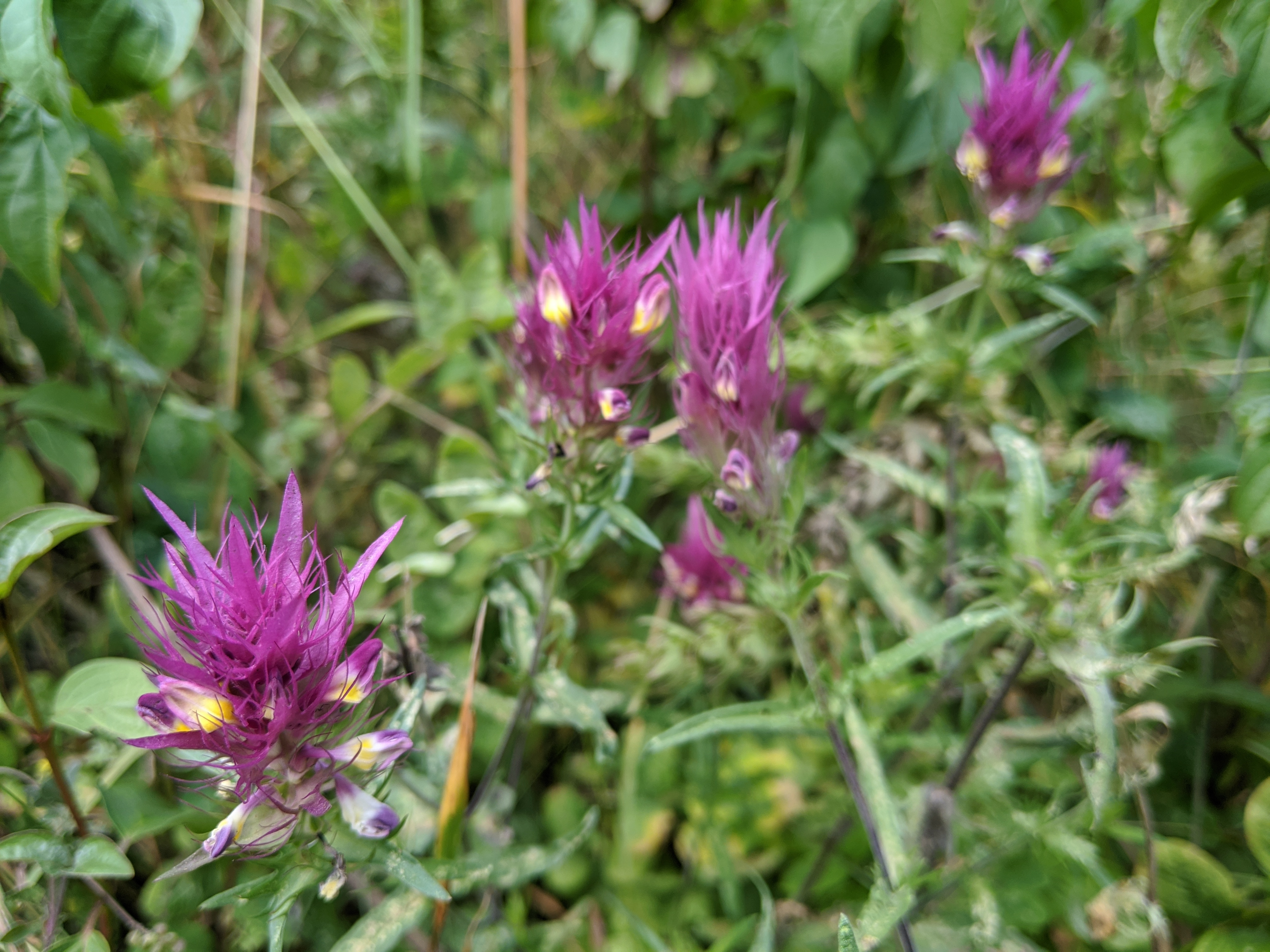
Černýš rolní
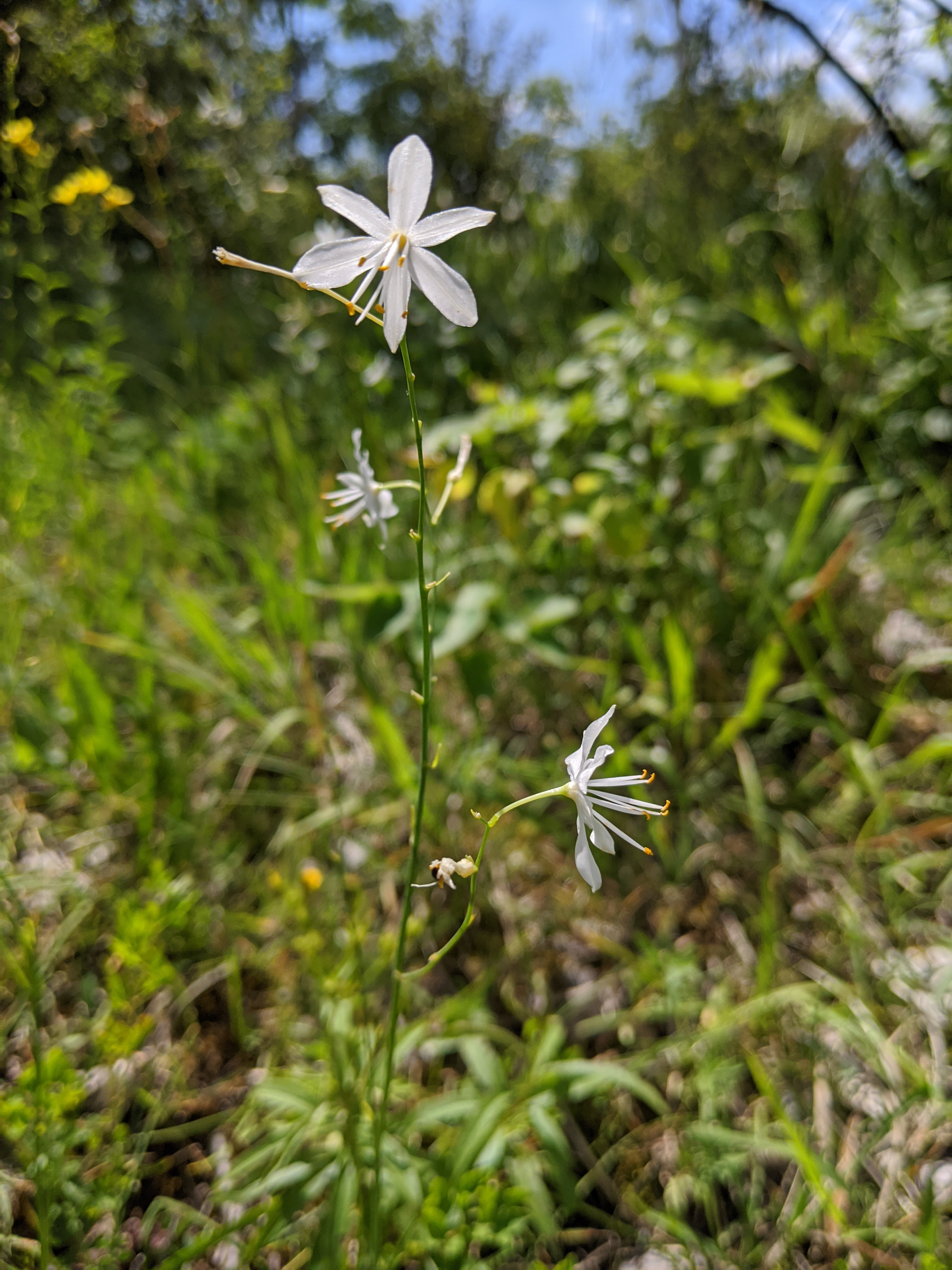
Bělozářka větevnatá

## Fauna
Velmi významné zastoupení tu má zejména teplomilný hmyz a dále vzácní měkkýši (tzv. malakofauna). Z hmyzu jsou to např. dřepčík – Aphtona atrovirens, Argopus ahrensi, Luskokaz Bruchidius pauper nebo nosatec Apion flavimanum. Celkem zde bylo nalezeno 57 různých druhů měkkýšů. Z obratlovců jsou to ropucha zelená, slavík obecný, cvrčilka slavíková nebo strakapoud malý.

## Ohrožení chráněných druhů

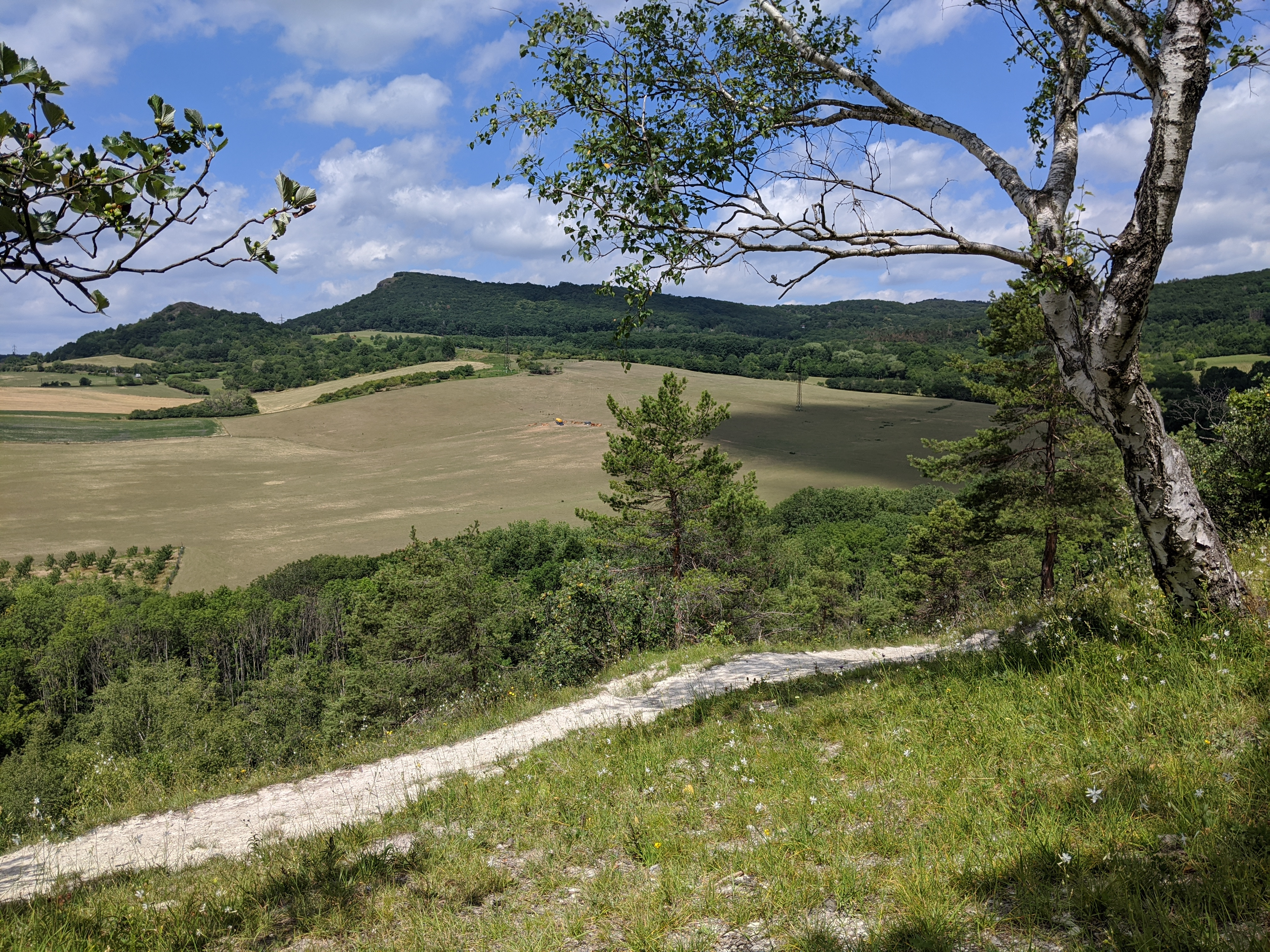
Výhled na Hradiště

Určité ohrožení lokality a zdejších chráněných druhů rostlin přináší poměrně snadná dostupnost tohoto území nejen z okolních obcí, ale především z okresního města Litoměřice. Negativní důsledky mívá zejména zvýšená návštěvnost lokality v období květu vstavačovitých rostlin od poloviny května do července. Nejedná se jen o sešlap a poškozování rostlin, ale i o jejich vyrýpávání, ačkoli tyto druhy zpravidla po přemístění ze svého původního stanoviště hynou. Na lokalitě bývají ke společnému posezení rozdělávány ohně a plocha je zanášena odpadky. Cedulové značení hranic národní přírodní památky a informační tabule bývají vandalsky poškozovány a jejich životnost je zpravidla menší než jeden rok. Tyto negativní jevy jsou sledovány a postupně eliminovány v součinnosti s Městskou policii Litoměřice, Policii ČR a Stráží ochrany přírody.

## Přístup
Území je přístupné z Litoměřic. Zejména z blízkých panelových sídlišť je velmi často navštěvováno za účelem rekreace a sportu. Hřeben Bílých strání na severovýchodě sousedí s domy a zahradami vsi Skalice, která je místní částí obce Žitenice. Na jihozápadě pak na území Bílých strání navazuje historická zástavba Pokratic, která je s centrem Litoměřic spojena panelovým sídlištěm. Pod Bílými stráněmi proti proudu Pokratického potoka podél jeho pravého břehu vede červeně značená turistická cesta z Litoměřic do Skalice a dále přes Lbín a Čeřeniště do Ústí nad Labem.